# Meneghelia
Meneghelia is een geslacht van rechtvleugeligen uit de familie sabelsprinkhanen (Tettigoniidae). De wetenschappelijke naam van dit geslacht is voor het eerst geldig gepubliceerd in 1980 door Piza.

## Soorten
Het geslacht Meneghelia  is monotypisch en omvat slechts de volgende soort:
- Meneghelia carlotae (Piza, 1980)